# Marissa Meyer
Marissa Meyer  (ur. 19 lutego 1984) – amerykańska pisarka, często tworząca historie bazujące na baśniach. Jest najbardziej znana z cyklu Saga Księżycowa, którą rozpoczyna jej debiut z 2012 pod tytułem Cinder. Książka stała się bestsellerem „The New York Timesa”.

## Wczesne życie
Urodziła się w mieście Tacoma w stanie Waszyngton i studiowała na Pacific Lutheran University, gdzie zdobyła tytuł licencjata w zakresie kreatywnego pisania i literatury dziecięcej. Później uczęszczała na Pace University. Przyznaje, że dorastając uwielbiała baśnie, a jednym z jej ulubionych programów była Czarodziejka z księżyca, co mocno wpłynęło na to, jak wyglądała jej debiutancka powieść, Cinder. 

## Twórczość

### Saga Księżycowa
- Cinder (2012)
- Scarlet (2013)
- Cress (2014)
- Winter (2015)

#### Powiązane prace
- Fairest (2015) – prequel
- Stars Above (2016) – antologia
- Wires and Nerve, Volume 1 (2017) – powieść graficzna, którą ilustrował Douglas Holgate
- Wires and Nerve, Volume 2: Gone Rogue (2018) – powieść graficzna, którą ilustrował Stephen Gilpin
- COVID-128 (2020) (opowiadanie)
- Cinder’s Adventure: Get Me to the Wedding! (2022) – interaktywny ebook
- The Lunar Chronicles  (2016) – kolorowanka

### Renegades Trilogy
- Renegades (2017)
- Archenemies (2018)
- Supernova (2019)

### Fortuna Beach series
- Instant Karma (2020)
- With a Little Luck (2024)

### CyklZłoty
- Złoty (ang. Gilded, 2021)
- Klątwa (ang. Cursed, 2022)

### Pojedyncze powieści
- Heartless (2016)
- Let It Glow (2024)
- The Happy Writer (2025)
- We Could Be Magic (2025)

### Opowiadania
- Gold in the Roots of the Grass wydane w A Tyranny of Petticoats, edited by Jessica Spotswood (2016)
- The Sea Witch wydane w Because You Love to Hate Me: 13 Tales of Villainy, edited by Amerie (2017)
- The Phantom of Linkshire Manor (2021)

### Inne
- Serendipity: Ten Romantic Works, Transformed (2022)
- Bez serca. Heartless (2025), Wydawnictwo SQN, ISBN: 9788383306445